# Giants Basket Marghera
Il Giants Basket Marghera è la principale società di pallacanestro di Marghera, una municipalità di Venezia.
Fondato nel 1975, gioca al PalaStefani. Ha anche un settore maschile attualmente militante al campionato di promozione maschile veneta.

## Storia
L'associazione sportiva originaria, chiamata A.B.C. Marghera, è stata fondata nel 1975, sulla scia dell'attività cestistica disputata fin dagli anni cinquanta al Dopolavoro Montedison e negli oratori locali. Nel 1996, dalla fusione con il Centro Sportivo Culturale Catene, è stata creata la società attuale, con il nome di Giants Basket Marghera.
Dal 2005-06 la squadra femminile milita in Serie A2, dove ha conquistato per due volte i play-off: al primo anno è uscita in finale contro la New Wash Montichiari, al secondo ai quarti contro la Meccanica Nova Bologna. Ha anche vinto una Coppa Italia di Serie A2 nel 2007.
Al termine della stagione 2012-13, la società ha dovuto rinunciare sia alla DNC maschile che all'A2 femminile per problemi economici e ha annunciato l'intenzione di iscriversi alla Serie B Femminile.
Nel 2015 dopo un campionato condotto sempre al comando, alla guida dell'allenatore Renato Nani, la Rittmeyer Giants Marghera viene promosso in serie A2.
Per la stagione 2015-16 ritorna in panchina l'allenatore Francesco Iurlaro e la squadra femminile partecipa al campionato di serie A2 dove raggiunge i quarti di finale play off uscendo sconfitta contro la Pallacanestro Sanga Milano.
Nel 2016 la formazione Under-16 Elite femminile, per la prima volta nella storia dei Giants Marghera,  vince il titolo di campione d'Italia U16 e si aggiudica lo scudetto battendo in finale la Pallacanestro Interclub di Muggia. Formazione: Beatrice Baldi, Giulia Barbato, Emma Beggio, Joana Cestaro, Veronica Fiorin, Anna Gini, Alessia Margiotta, Chiara Miglioranza, Silvia Pastrello, Irene Righetti, Matilde Stangherlin, Sara Toffolo. Allenatore: Dario Cazzin, Assistente: Francesco Iurlaro..
Nel 2016-17 la squadra femminile milita in serie A2 dove raggiunge la semifinale play off, uscendo sconfitta contro il Geas Basket.
Nel 2017 la squadra Under-16 Elite femminile si riconferma campione d'Italia U16 e vince lo scudetto battendo in finale il Basket Academy Mirabello. Formazione: Greta Gianolla, Fosca N'Guessan, Silvia Pastrello, Elena Margiotta, Nadja Colorio,  Elena Giordano,  Anna Gini, Gaia Rosa, Giulia Barbato, Francesca Zennaro. Allenatore: Francesco Iurlaro, Assistente: Giuseppe Augusti.

## Cronistoria
| Cronistoria del Giants Basket Marghera. |
| --- |
| - 1975 · nascita dell'A.B.C. Marghera. - 1996 · rifondazione come Giants Basket Marghera. - 2002-03 · Sernavimar, in Serie B. - 2003-04 · Sernavimar, in Serie B d'Eccellenza, promossa in Serie A2. - 2004-05 · Sernavimar, 8ª nel girone A di Serie A2. - 2005-06 · Sernavimar, 3ª nel girone Nord di Serie A2, perde la finale play-off. - 2006-07 · Sernavimar, 3ª nel girone Nord di Serie A2, quarti di finale play-off; vincitrice della Coppa Italia di Serie A2 (1º titolo). - 2007-08 · Sernavimar, 1ª nel girone Nord di Serie A2, semifinali play-off. - 2008-09 · Sernavimar, 5ª nel girone Nord di Serie A2, semifinali play-off. - 2009-10 · Sernavimar, 13ª nel girone Nord di Serie A2. - 2010-11 · Sernavimar, 10ª nel girone Nord di Serie A2. - 2011-12 · Sernavimar, 6ª nel girone Nord di Serie A2, quarti di finale play-off. - 2012-13 · Sernavimar, 5ª nel girone Nord di Serie A2, quarti di finale play-off. Rinuncia alla categoria e riparte dalla serie B. - 2013-14 · 7ª in Serie B Triveneto. - 2014-15 · Rittmeyer, 1ª in Serie B Veneto, vince il Gruppo A dei play-off, promossa in Serie A2. - 2015-16 · Rittmeyer, 5ª nel girone A di Serie A2, quarti di finale play-off. - 2016-17 · Rittmeyer, 4ª nel girone B di Serie A2, semifinali play-off. - 2017-18 · 6ª nel girone Nord di Serie A2, quarti di finale play-off. - 2018-19 · 12ª nel girone Nord di Serie A2, salva ai play-out. - 2019-20 · 14ª nel girone Nord di Serie A2 (campionato interrotto per pandemia). Rinuncia alla categoria e riparte dalla serie B. - 2020-21 · 5ª nel Girone Est della Serie B Veneto; 2ª nel Girone Argento. - 2021-22 · 2ª nel Girone Est della Serie B Veneto; 3ª nel Girone Oro. |

## Palmarès
- Coppa Italia di Serie A2: 1
2007

## Cestiste
- Sara Innocenti 2012-2013

## Statistiche e record

### Partecipazione ai campionati
| Livello | Categoria            | Partecipazioni | Debutto   | Ultima stagione | Totale |
| ------- | -------------------- | -------------- | --------- | --------------- | ------ |
| 2º      | Serie A2             | 14             | 2004-2005 | 2019-2020       | 14     |
| 3º      | Serie B d'Eccellenza | 1              | 2003-2004 | 2003-2004       | 2      |
| 3º      | Serie B (regionale)  | 1              | 2002-2003 | 2002-2003       | 2      |
| 4º      | Serie B (regionale)  | 4              | 2013-2014 | 2021-2022       | 4      |

Giants Basket Marghera ha disputato complessivamente 15 stagioni sportive a livello nazionale.